# Laurence Alma-Tadema

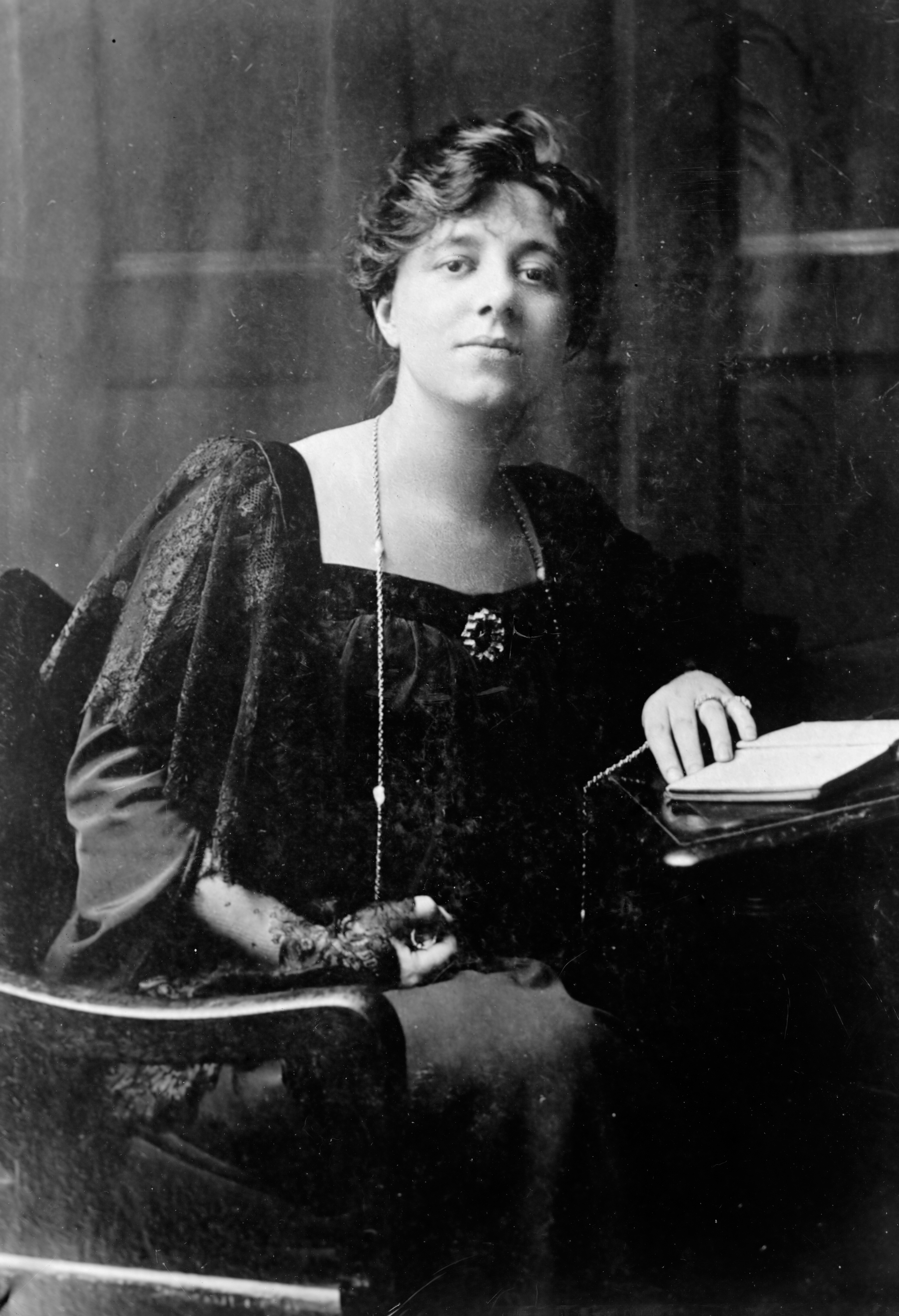
Laurence Alma-Tadema (Library of Congress, VS).

Laurence Alma-Tadema (geboren als Laurense Tadema, Saint-Josse-ten-Noode, 1865 – Londen, 1940) was een Engelse romanschrijfster en dichteres, die vele genres beoefende.
Ze was de oudste dochter van de Nederlands/Britse schilder Lawrence Alma-Tadema (1836–1912) en zijn eerste echtgenote Marie-Pauline Gressin Dumoulin.
Haar stiefmoeder, Laura Theresa Alma-Tadema (1852–1909), en zuster, Anna Alma-Tadema (1867-1943), waren bekende schilders. Laurence Alma-Tadema woonde in The Fair Haven, Wittersham, Kent en bouwde daar een dorpscentrum voor concerten en toneelopvoeringen, dat ze Hall of Happy Hours doopte. Ze bleef ongetrouwd en overleed in een verpleegtehuis in Londen in 1940.

## Literair werk
Haar eerste roman Love's Martyr kwam uit in 1886. Behalve eigen verhalen- en dichtbundels, die ze vaak in eigen beheer uitgaf, schreef Alma-Tadema twee romans, liederen en toneelwerk en vertaalde ze. Het Orlando Project over Britse schrijfsters kenschetst haar werk als volgt: "karakteristiek is haar intense gevoel, maar in proza en poëzie heeft ze de gave van beknoptheid". Ze droeg veel bij aan tijdschriften, vooral aan The Yellow Book, en gaf een eigen tijdschrift uit. Enkele toneelstukken van Alma-Tadema werden met succes in Duitsland opgevoerd.

## Politieke activiteiten
Alma-Tadema trok zich het lot van Polen aan. Ze was van 1915 tot 1939 secretaris van het Poland and the Polish Victims Relief Fund en was langdurige medewerkster van Ignacy Jan Paderewski, die ze bewonderde als musicus en als voorvechter van de Poolse onafhankelijkheid. Alma-Tadema onderhield een langdurige correspondentie met hem van 1915 tot het eind van haar leven. Een deel van haar archief berust bij de Bodleian Library, Universiteit van Oxford.

## Tournee door de VS
In 1907–1908 doorkruiste ze de VS voor een lezingencyclus over de Meaning of Happiness (De betekenis van geluk) die bijzonder geliefd bleek. Ze sprak tevens over de benarde positie van het gedeelde Polen en vroeg haar gehoor zich voor Polen uit te spreken.

## If No One Ever Marries Me
Alma-Tadema schreef haar bekende gedicht If No One Ever Marries Me in 1897 en publiceerde het in Realms of Unknown Kings.

De componiste Liza Lehmann nam het in 1900 met muziek op in The daisy chain, cycle of twelve songs of childhood.
 Louise Sington zette het op muziek in haar musical Little girls. In de 21e eeuw zong Natalie Merchant dit lied op haar dubbelalbum Leave Your Sleep.

## Publicaties
- Love's Martyr, Longmans, Londen, Green & Co., gebonden, 208 p.; New York, D. Appleton, 1886
- (nl)  met Van Deventer-Busken Huet, Mevr.: Liefde's lijden, 1886
- The fate-sinner, 1890
- One Way of Love: A Play, 1893, 54 p.
- The wings of Icarus: being the life of one Emilia Fletcher, revealed by herself in I. Thirty-five letters, written to Constance Norris between July 18th, 188–, and March 26th of the following year; II. A fragmentary journal; III. A postscript, 1894
- (nl) Icarus-vleugelen, Haarlem : Bohn, 1894
- The Crucifix, A Venetian Phantasy, and Other Tales, Londen, Osgood, McIlvaine & Co. 1895, 172 p.
- Realms of unknown kings, 1897
- Songs of womanhood, Londen: Grant Richards, 1903, gebonden, 117 p.
- If no one ever marries me, The daisy-chain; twelve songs of childhood, to be sung by four solo voices, with pianoforte accompaniment by Liza Lehmann, 1900
- Songs of childhood, 1902
- Four plays, 1905
- Tales from my garden : three fairy tales, 1906
- A few lyrics, 1909
- Mother Goose Nursery Rhymes : Proverbs and Rhyme Games, ill. door Charles Robinson, Collins Clear-Type Press, Londen, circa 1910, gebonden, 208 p.
- met Ignacy Jan Paderewski: Chopin : a discourse, Londen, W. Adlington, 1911
- vertaling: Pelleas and Melisanda and the Sightless. Two Plays By Maurice Maeterlinck, Walter Scott Ltd., Londen, gebonden en G. Allen & Unwin, Londen 1914
- Robert Louis Stevenson, introduction by Laurence Alma-Tadema, illustrations by Kate Elizabeth Oliver, A Child's Garden of Verses, Londen, Collins, gebonden
- met John Lea, en anderen, Little bo Peep's Story Book, Childrens Press, Londen, gebonden
- Poland, Russia and the war, St. Catherine press, 1915
- A Gleaner's Sheaf. Verses, Londen: St. Martin's Press, 1927
- The divine orbit : seventeen sonnets, 1933